# 그리스도아델피안

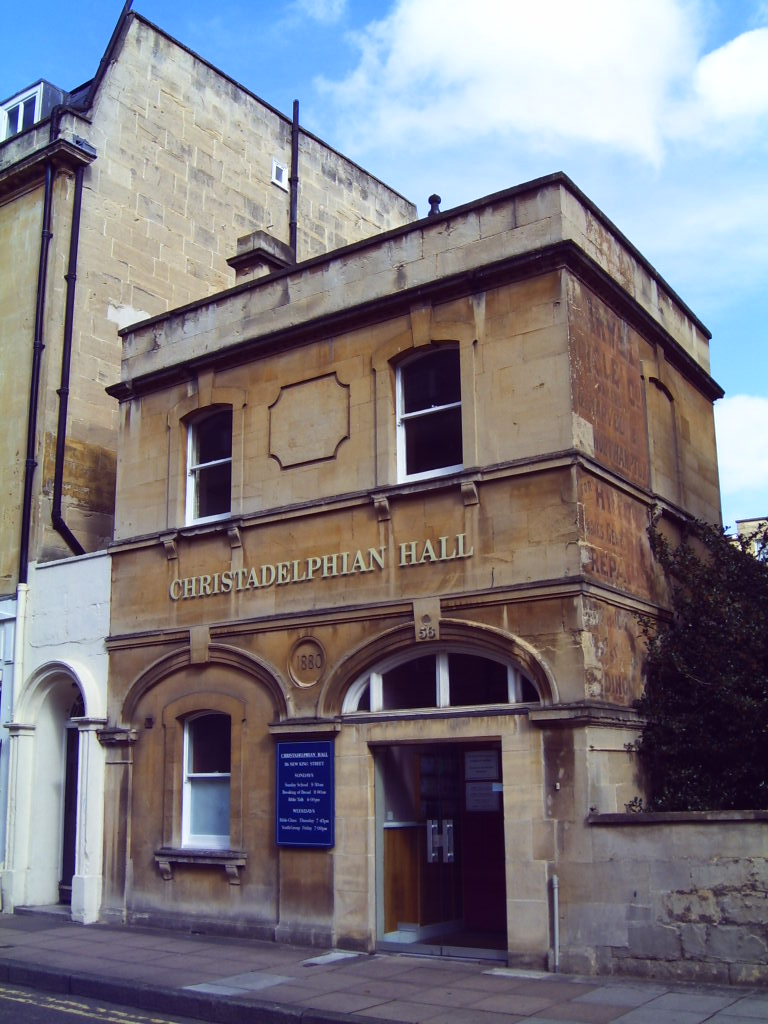
잉글랜드 바스에 있는 그리스도아델피안 홀.

그리스도아델피안(Christadelphian)은 1848년 미국에서 존 토마스(John Thomas)가 창설한 기독교 내 회복주의, 유니테리언 계열의 종교단체이다. 초대 사도교회의 신앙으로 돌아가자는 신앙운동을 바탕으로 하고 있으며, 초기에는 같은 취지의 그리스도의 교회와 연합했다가 후에 독자적인 교파를 형성했다. 성경의 절대 권위를 인정하나 삼위일체는 부인한다. 목사와 같은 교직 제도를 두지 않고 있다. 그리스도아델피안이라는 이름은 그리스어 "그리스도 안의 형제 자매" (adelphoi en Cristou)에서 유래한다.
영혼불멸설과 영원한 지옥의 부정, 예수의 인성의 강조 등의 교리는 여호와의 증인 및 재림교회 등의 형성에 영향을 주었다.

## 신앙
- 삼위일체를 거부한다. 예수는 탄생하기 전에 존재하지 않고 있었다.
- 영혼 불멸설, 죽은 후 영혼이 하늘로 올라간다는 교리도 믿지 않는다. 인간은 죽게 마련이고, 죽음이란 잠자는 것이다.
- 음부는 무덤이고, 지옥은 마지막 심판을 비유하는 것이다.
- 하느님의 나라는 하늘에 세워지는 것이 아니라, 이 땅에 세워진다.
- 그리스도는 지상에서 낙원을 복원하기 위해서 돌아온다.
- 사탄은 초자연적인 존재를 말하는 것이 아니다.
- 침례는 구원의 필수요소이다.[2]

## 커뮤니티

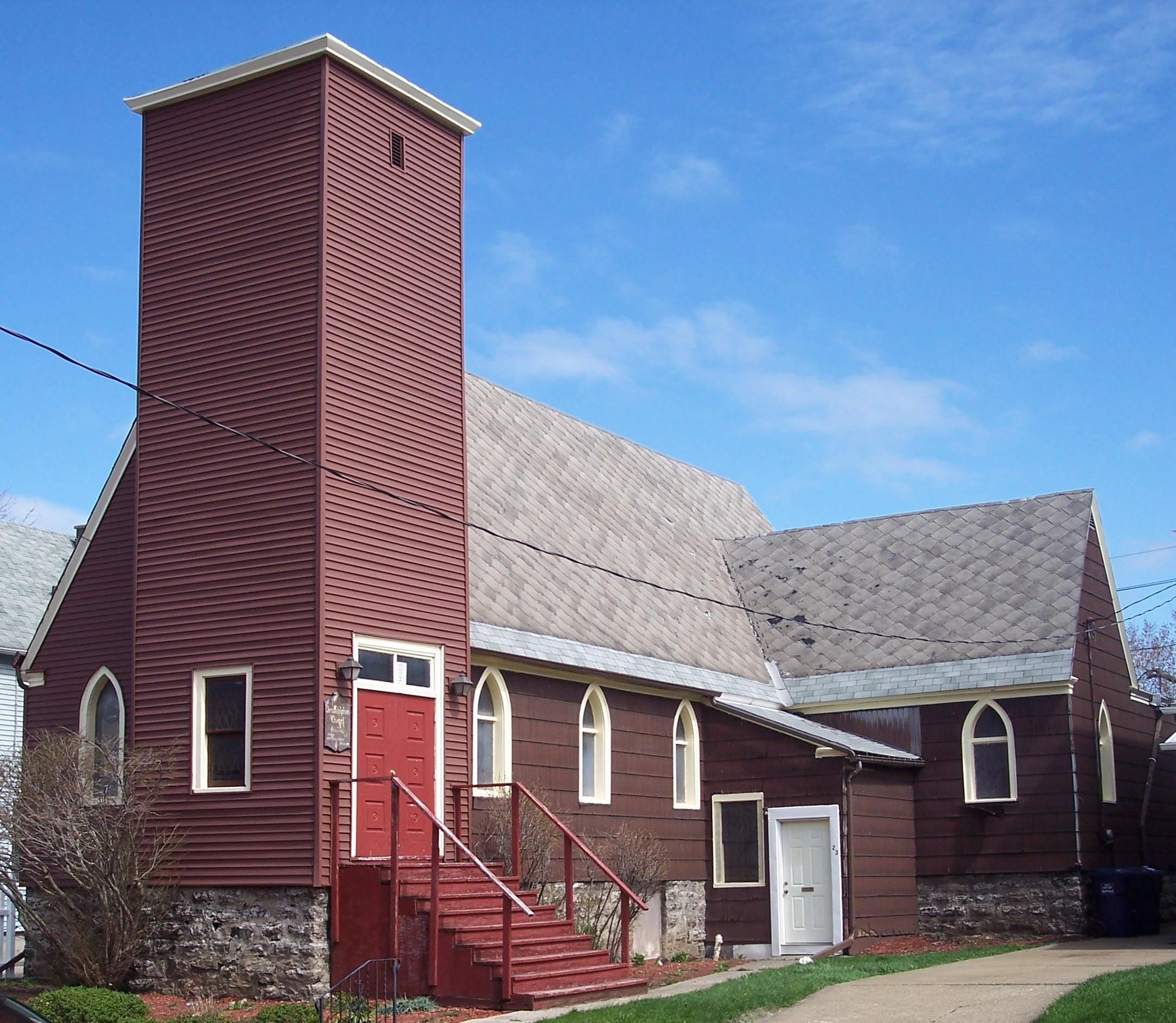
뉴욕 버팔로 그리스도아델피안 예배당.

전 세계에는 약 120여 개국에서 55,000 명의 회원이 존재하며 이들 중 대부분은 영국, 호주, 캐나다, 아프리카 및 인도에 있다.

## 참고 문헌
- Fred Pearce, Who are the Christadelphians? Introducing a Bible Based Community (Birmingham: CMPA). Available online
- Duncan Heaster, 聖書 基本 知識
- Stephen Hill, The Life of Brother John Thomas – 1805 to 1871 (2006).
- Peter Hemingray, John Thomas, His Friends and His Faith (Canton, MI: The Christadelphian Tidings, 2003 ISBN 81-7887-012-6).
- Andrew R. Wilson, The History of the Christadelphians 1864-1885 The Emergence of a Denomination (Shalom Publications, 1997 ISBN 0-646-22355-0).
- Charles H. Lippy, The Christadelphians in North America Studies in American Religion Volume 43 (Lewiston/Queenston: Edwin Mellen Press, 1989 ISBN 0-88946-647-5).
- Harry Tennant, The Christadelphians: What they believe and preach (Birmingham, England: The Christadelphian, 1986 ISBN 0-85189-119-5).
- Bryan R. Wilson, Sects and Society: A Sociological Study of the Elim Tabernacle, Christian Science and Christadelphians (London: Heinemann, 1961; Berkeley/Los Angeles: University of California Press, 1961).
- BBC article, Religion & Ethics—Chrisitanity: Subdivisions: Christadelphians. Available online
- Rob Hyndman, The Christadelphians (Brothers and Sisters in Christ): Introducing a Bible-based Community (Beechworth, VIC: Bethel Publications, 1999 ISBN 81-87409-34-7). Available online